# Calamagrostis coahuilensis
Calamagrostis coahuilensis är en gräsart som beskrevs av P.M.Peterson, Soreng och Valdés-Reyna. Calamagrostis coahuilensis ingår i släktet rör, och familjen gräs. Inga underarter finns listade i Catalogue of Life.